# Khai Bảo tạng
Khai Bảo tạng (tiếng Trung: 開寶藏; bính âm: Kāibǎo Zàng), hoặc Thục bản (蜀版), vì được in ở Tứ Xuyên, có lúc gọi là Bắc Tống san kinh (北宋刊経) là bộ tổng tập kinh văn Phật giáo in mộc bản xuất hiện dưới thời Bắc Tống.
Khai Bảo tạng bị thất truyền từ lâu nhưng tạo thành cơ sở cho các kinh văn khác chẳng hạn như Bát vạn Đại tạng kinh. Nội dung bộ kinh văn này đều được mọi người nắm rõ vì dựa trên Khai Nguyên Thích giáo lục (開元釋教錄), đem gộp vào trong Đại Chính tân tu Đại tạng kinh.
Đây là ấn bản in đầu tiên của Đại tạng kinh và về cơ bản đã khép lại bộ tạng kinh này.
Khai Bảo tạng bắt đầu biên soạn vào năm 971 và hoàn thành vào năm 983.